# Bombový útok na olympijský park v Atlantě
Bombový útok na olympijský park v Atlantě se odehrál 27. července 1996 v Centennial Olympic Park v Atlantě ve státě Georgie během letních olympijských her. Výbuch zabil jednu osobu a 111 dalších zranil. Další osoba zemřela na srdeční selhání. Šlo o první ze série čtyř výbuchů spáchaných Erickem Rudolphem. Díky zásahu pracovníka ochranky Richarda Jewella byla část návštěvníků parku evakuována před výbuchem.
Po útoku byl Jewell vyšetřován jako podezřelý Federálním úřadem pro vyšetřovaní. Kvůli postoji médií byl Jewell vnímán jako pachatel, i když byl ve skutečnosti nevinný. V říjnu 1996 FBI sdělila veřejnosti, že Jewell již není podezřelým. Po dalších bombových útocích v roce 1997 byl za podezřelého označen Eric Rudolph, který byl dopaden v roce 2003. V roce 2005 se Rudolph k útokům přiznal, aby se vyhnul možnému trestu smrti. Byl odsouzen k doživotnímu odnětí svobody bez možnosti podmíněného propuštění. Výkon trestu probíhá v ADX Florence ve státě Colorado.

## Útok
Olympijský park v Atlantě byl navržen jako dočasné náměstí pro olympiádu, na kterém se shromáždily tisíce diváků pro pozdní koncert kapely Jack Mack and the Heart Attack. Někdy po půlnoci Eric Rudolph umístil zelený armádní batoh pod lavičku u zvukařské věže. Batoh obsahoval tři trubkové bomby obklopené 7,5 cm dlouhými hřebíky do zdiva, které způsobily většinu zranění.
V bombě byla použita ocelová deska k nasměrování energie výbuchu. Bomba mohla způsobit větší škody, ale byla lehce posunuta. Vyšetřovatelé později spojili další dvě bomby s touto, protože všechny obsahovaly nitroglycerinový dynamit, používaly budík, kontejnery Rubbermaid a ocelové desky.
Agent FBI David (Woody) Johnson byl upozorněn na to, že 18 minut před výbuchem oznámil na lince 911 „běloch s nerozlišitelným americkým akcentem“, že v olympijském areálu dojde během 30 minut k výbuchu bomby.
Příslušník ochranky Richard Jewell objevil batoh pod lavičkou a upozornil na něj příslušníky Úřad pro vyšetřování státu Georgia (GBI). Tom Davis z GBI následně zavolal pyrotechnický tým zahrnující členy FBI a ATF, aby prověřili batoh nacházející se u 12 metrů vysoké zvukařské věže. Jewell a další členové ochranky zahájili evakuaci oblasti kolem bomby. Bomba explodovala dvě až tři minuty po začátku evakuace, tedy dříve, než mohli všichni diváci opustit oblast.

### Oběti
Alice Hawthornová (44 let) z georgiského města Albany byla zabita poté, co jí hřeb z bomby prorazil lebku. Melih Uzunyol, kameraman turecké televize a zkušený válečný zpravodaj, utrpěl srdeční selhání, na které následně zemřel, když dobíhal k místu útoku. Bomba zranila dalších 111 lidí.

## Reakce
Prezident Bill Clinton odsoudil explozi jako „zlý teroristický čin“ a oznámil, že učiní vše potřebné, aby dopadl ty, kteří za zločin nesou zodpovědnost.
Navzdory útoku se úřady i atleti shodli na tom, že olympijské hry budou pokračovat.